# Chiffon (comic strip)
Pour les articles homonymes, voir Chiffon.
Chiffon (en anglais : Buckles) est une série de bande dessinée humoristique américaine publiée au format comic strip. Elle est diffusée depuis 1996 par King Features Syndicate.
Chiffon est un chien tenant compagnie à Julie et Paul. Puce est toujours auprès de lui. Il a également deux amis : Rusty (chien) et Pilou (oiseau). Même si Chiffon a des défauts, ses maîtres l'aiment. Chiffon adore manger, mâcher des objets et les enfouir dans la terre. Il déteste le vétérinaire et se laver.
Chiffon peut faire penser à Calvin et Hobbes par ses histoires humoristiques courtes.

## Albums
- Chiffon, Delcourt, collection « Humour de rire » :

1. La Condition canine, 1998[1]
2. Amour, Gloire et Croquettes, 1999
3. Un temps de chien, 2000